# Penicillium raperi
Penicillium raperi är en svampart som beskrevs av G. Sm. 1957. Penicillium raperi ingår i släktet Penicillium och familjen Trichocomaceae.   Inga underarter finns listade i Catalogue of Life.